# Emil Púchly
Emil Púchly (* 15. prosince 1938) je bývalý slovenský fotbalista (levý obránce). Žije v Trnavě.
Jeho manželkou je bývalá házenkářka Spartaku Trnava ing. Valéria Púchla-Kollárová.

## Hráčská kariéra
V československé lize hrál za Spartak Trnava, vstřelil jeden prvoligový gól. Debutoval v neděli 12. března 1961 v prešovském zápase s domácím Tatranem (nerozhodně 1:1). Naposled se v I. lize objevil v neděli 15. července 1962 tamtéž proti témuž soupeři (prohra 0:3).
V sezonách 1962/63 a 1963/64 bojoval za Spartak Trnava ve II. lize a pomohl mu k návratu do nejvyšší soutěže.

### Prvoligová bilance
| Ročník             | Zápasy | Góly | Minuty | Klub              |
| ------------------ | ------ | ---- | ------ | ----------------- |
| I. liga 1960/61    | 12     | 1    | 1 080  | TJ Spartak Trnava |
| I. liga 1961/62    | 18     | 0    | 1 585  | TJ Spartak Trnava |
| CELKEM I. ČS. LIGA | 30     | 1    | 2 665  |                   |